# Weneca
Weneca (bułg. Венеца) – szczyt pasma górskiego Riła, w Bułgarii, o wysokości 2600 m n.p.m.